# Marele Premiu al statului Singapore din 2018
Marele Premiu al statului Singapore din 2018 (cunoscut oficial ca Formula 1 2018 Singapore Airlines Singapore Grand Prix) a fost o cursă auto de Formula 1 ce s-a desfășurat pe 16 septembrie 2018 pe circuitul Marina Bay din Marina Bay, Singapore. Cursa a fost cea de a cincisprezecea etapă a Campionatului Mondial de Formula 1 din 2018.

## Calificări
Calificările au avut loc pe 1 septembrie 2018, începând cu ora locală 21:00 UTC+8, ora 16:00 EEST.
| Poz.                  | Nr. | Pilot             | Constructor               | Timpi calificări | Timpi calificări | Timpi calificări | Grila finală |
| Poz.                  | Nr. | Pilot             | Constructor               | Q1               | Q2               | Q3               | Grila finală |
| --------------------- | --- | ----------------- | ------------------------- | ---------------- | ---------------- | ---------------- | ------------ |
| 1                     | 44  | Lewis Hamilton    | Mercedes                  | 1:39,403         | 1:37,344         | 1:36,015         | 1            |
| 2                     | 33  | Max Verstappen    | Red Bull Racing-TAG Heuer | 1:38,751         | 1:37,214         | 1:36,334         | 2            |
| 3                     | 5   | Sebastian Vettel  | Ferrari                   | 1:38,218         | 1:37,876         | 1:36,628         | 3            |
| 4                     | 77  | Valtteri Bottas   | Mercedes                  | 1:39,291         | 1:37,254         | 1:36,702         | 4            |
| 5                     | 7   | Kimi Räikkönen    | Ferrari                   | 1:38,534         | 1:37,194         | 1:36,794         | 5            |
| 6                     | 3   | Daniel Ricciardo  | Red Bull Racing-TAG Heuer | 1:38,153         | 1:37,406         | 1:36,996         | 6            |
| 7                     | 11  | Sergio Pérez      | Force India-Mercedes      | 1:38,814         | 1:38,342         | 1:37,985         | 7            |
| 8                     | 8   | Romain Grosjean   | Haas-Ferrari              | 1:38,685         | 1:38,367         | 1:38,320         | 8            |
| 9                     | 31  | Esteban Ocon      | Force India-Mercedes      | 1:38,912         | 1:38,534         | 1:38,365         | 9            |
| 10                    | 27  | Nico Hülkenberg   | Renault                   | 1:38,932         | 1:38,450         | 1:38,588         | 10           |
| 11                    | 14  | Fernando Alonso   | McLaren-Renault           | 1:39,022         | 1:38,641         |                  | 11           |
| 12                    | 55  | Carlos Sainz Jr.  | Renault                   | 1:39,103         | 1:38,716         |                  | 12           |
| 13                    | 16  | Charles Leclerc   | Sauber-Ferrari            | 1:39,206         | 1:38,747         |                  | 13           |
| 14                    | 9   | Marcus Ericsson   | Sauber-Ferrari            | 1:39,366         | 1:39,453         |                  | 14           |
| 15                    | 10  | Pierre Gasly      | Scuderia Toro Rosso-Honda | 1:39,614         | 1:39,691         |                  | 15           |
| 16                    | 20  | Kevin Magnussen   | Haas-Ferrari              | 1:39,644         |                  |                  | 16           |
| 17                    | 28  | Brendon Hartley   | Scuderia Toro Rosso-Honda | 1:39,809         |                  |                  | 17           |
| 18                    | 2   | Stoffel Vandoorne | McLaren-Renault           | 1:39,864         |                  |                  | 18           |
| 19                    | 35  | Serghéi Sirótkin  | Williams-Mercedes         | 1:41,263         |                  |                  | 19           |
| 20                    | 18  | Lance Stroll      | Williams-Mercedes         | 1:41,334         |                  |                  | 20           |
| Regula 107%: 1:45,023 |     |                   |                           |                  |                  |                  |              |
| Sursa:                |     |                   |                           |                  |                  |                  |              |

## Cursa
Cursa a avut loc pe 16 septembrie 2018, începând cu ora locală 20:00 UTC+8, ora 15:00 EEST, și a durat 61 de tururi.
| Poz.   | Nr. | Pilot             | Constructor               | Tururi | Timp/Retras | Grilă | Puncte |
| ------ | --- | ----------------- | ------------------------- | ------ | ----------- | ----- | ------ |
| 1      | 44  | Lewis Hamilton    | Mercedes                  | 61     | 1:51:11,611 | 1     | 25     |
| 2      | 33  | Max Verstappen    | Red Bull Racing-TAG Heuer | 61     | +8,961      | 2     | 18     |
| 3      | 5   | Sebastian Vettel  | Ferrari                   | 61     | +39,945     | 3     | 15     |
| 4      | 77  | Valtteri Bottas   | Mercedes                  | 61     | +51,930     | 4     | 12     |
| 5      | 7   | Kimi Räikkönen    | Ferrari                   | 61     | +53,001     | 5     | 10     |
| 6      | 3   | Daniel Ricciardo  | Red Bull Racing-TAG Heuer | 61     | +53,982     | 6     | 8      |
| 7      | 14  | Fernando Alonso   | McLaren-Renault           | 61     | +1:43,011   | 11    | 6      |
| 8      | 55  | Carlos Sainz Jr.  | Renault                   | 60     | +1 tur      | 12    | 4      |
| 9      | 16  | Charles Leclerc   | Sauber-Ferrari            | 60     | +1 tur      | 13    | 2      |
| 10     | 27  | Nico Hülkenberg   | Renault                   | 60     | +1 tur      | 10    | 1      |
| 11     | 9   | Marcus Ericsson   | Sauber-Ferrari            | 60     | +1 tur      | 14    |        |
| 12     | 2   | Stoffel Vandoorne | McLaren-Renault           | 60     | +1 tur      | 18    |        |
| 13     | 10  | Pierre Gasly      | Scuderia Toro Rosso-Honda | 60     | +1 tur      | 15    |        |
| 14     | 18  | Lance Stroll      | Williams-Mercedes         | 60     | +1 tur      | 20    |        |
| 15     | 8   | Romain Grosjean   | Haas-Ferrari              | 60     | +1 tur      | 8     |        |
| 16     | 11  | Sergio Pérez      | Force India-Mercedes      | 60     | +1 tur      | 7     |        |
| 17     | 28  | Brendon Hartley   | Scuderia Toro Rosso-Honda | 60     | +1 tur      | 17    |        |
| 18     | 20  | Kevin Magnussen   | Haas-Ferrari              | 59     | +2 tururi   | 16    |        |
| 19     | 35  | Serghéi Sirótkin  | Williams-Mercedes         | 59     | +2 tururi   | 19    |        |
| Ab     | 31  | Esteban Ocon      | Force India-Mercedes      | 0      | Coliziune   | 9     |        |
| Sursa: |     |                   |                           |        |             |       |        |

Note
- ^1 – Romain Grosjean a primit o penalizare de 5 secunde pentru că a ignorat steagurile albastre.

## Clasamentele campionatelor după cursă
|  | Poz. | Pilot            | Puncte |
|  | ---- | ---------------- | ------ |
|  | 1    | Lewis Hamilton   | 281    |
|  | 2    | Sebastian Vettel | 241    |
|  | 3    | Kimi Räikkönen   | 174    |
|  | 4    | Valtteri Bottas  | 171    |
|  | 5    | Max Verstappen   | 148    |

|  | Poz. | Constructor               | Puncte |
|  | ---- | ------------------------- | ------ |
|  | 1    | Mercedes                  | 452    |
|  | 2    | Ferrari                   | 415    |
|  | 3    | Red Bull Racing-TAG Heuer | 274    |
|  | 4    | Renault                   | 91     |
|  | 5    | Haas-Ferrari              | 76     |